# Henneberg (Velden)
Henneberg ist ein Gemeindeteil der Stadt Velden im Landkreis Nürnberger Land (Mittelfranken, Bayern). Henneberg liegt in der Gemarkung Treuf.

## Geografie

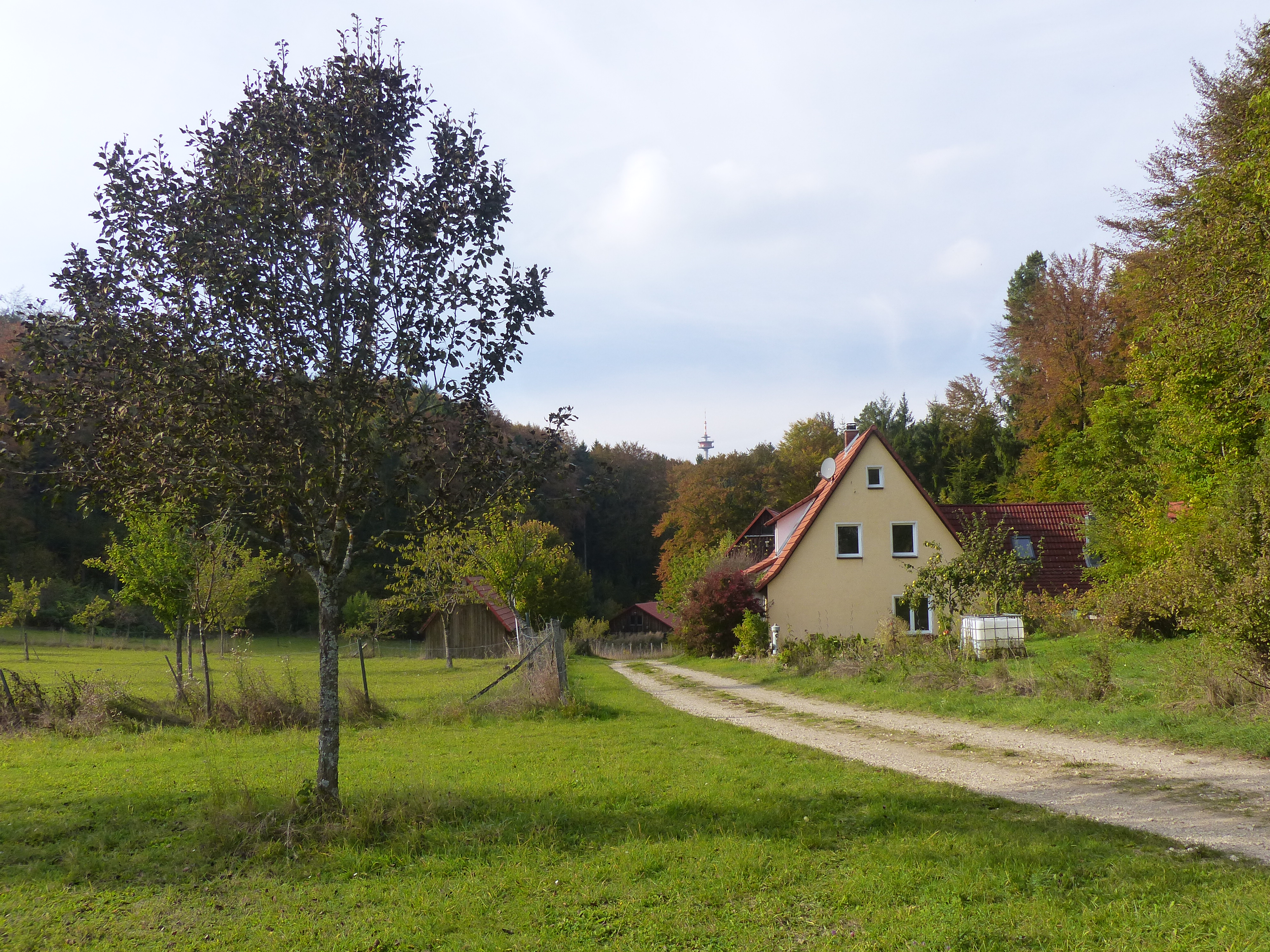
Der Steigenhof

Der Weiler befindet sich etwa fünf Kilometer westnordwestlich von Velden auf einer Höhe von 480 m ü. NHN.
Zum Gemeindeteil gehört auch der Einzelhof Steigenbauer, auf der Seite der Gemeinde früher als Steigenhof bezeichnet, der rund einen Kilometer entfernt in westnordwestlicher Richtung auf 524 m ü. NHN liegt. Dieser hat Zugang nur über Wirtschaftswege.

## Geschichte
Durch die Verwaltungsreformen zu Beginn des 19. Jahrhunderts im Königreich Bayern wurde der Ort ein Bestandteil der Ruralgemeinde Treuf. Im Rahmen der Gebietsreform in Bayern wurde die Gemeinde Treuf am 1. Januar 1972 aufgelöst. Deren Gemeindeteil Henneberg kam zur Stadt Velden.

## Baudenkmäler

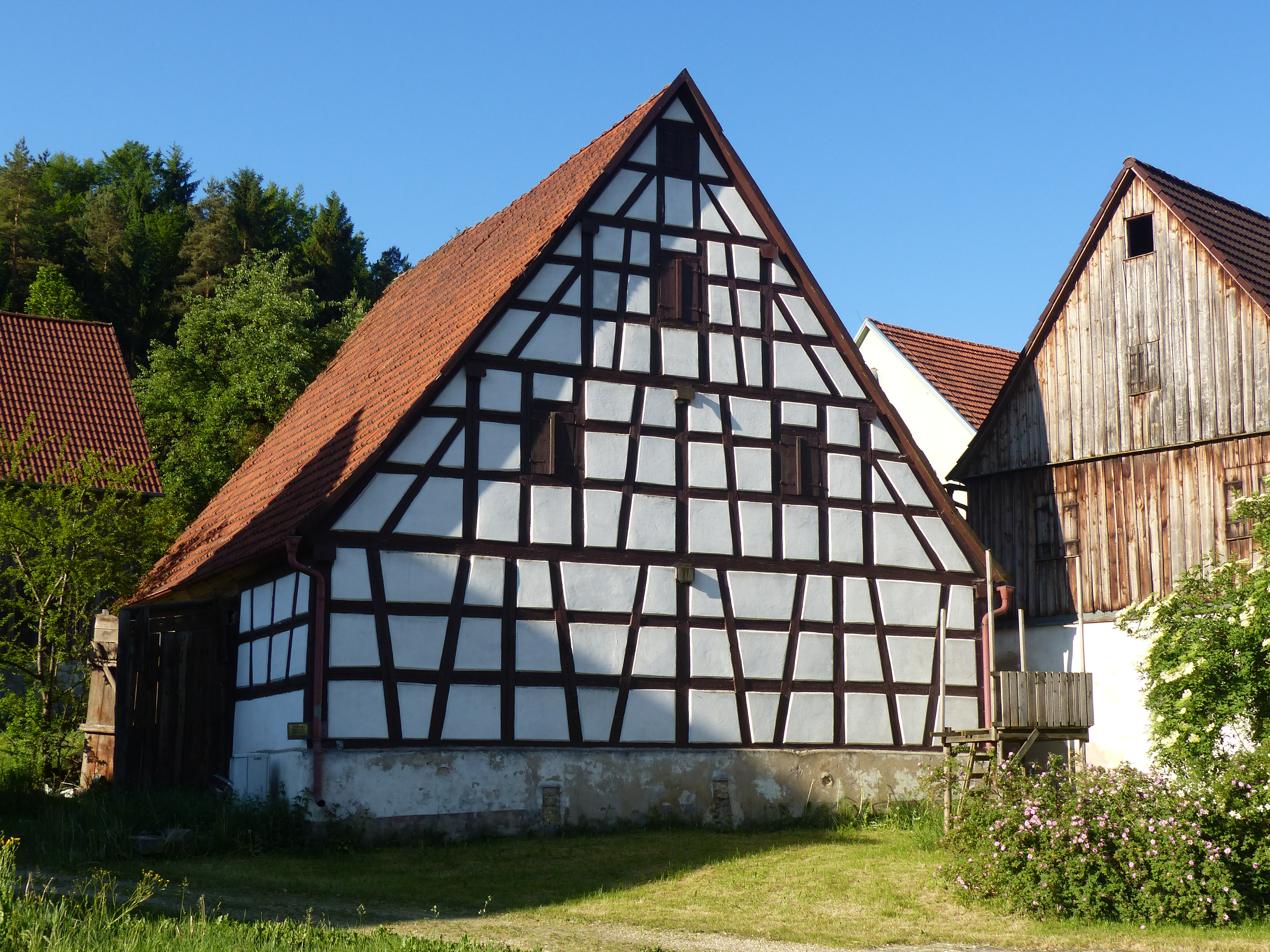
Die denkmalgeschützte Fachwerkscheune

Am östlichen Ortsrand von Henneberg befindet sich eine aus dem 19. Jahrhundert stammende Scheune in Fachwerkbauweise. In der bayerischen Denkmalliste wird sie als Baudenkmal mit der Nummer D-5-74-160-27 gelistet.